# Jules Jaluzot

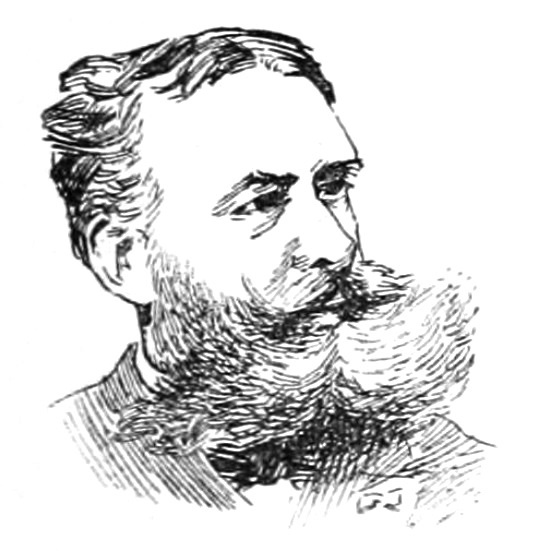
Jules Jaluzot, 1898

Jules Jaluzot

Jules Jaluzot (* 5. Mai 1834 in Corvol-l’Orgueilleux, nahe Clamecy im Département Nièvre; † 21. Februar 1916 in Paris) war ein französischer Unternehmer und Politiker.
Jaluzot, der Sohn eines Notars, besuchte das Lycée Bonaparte (heute: Lycée Condorcet) in Paris und sollte die Militärschule Saint-Cyr besuchen, entschied sich aber mit 20 Jahren für eine Karriere im Handel. Er arbeitete unter anderem in einer Weberei, in einem Geschäft für Konfektion und Trauerkleidung und trat schließlich ins Warenhaus Bon Marché ein, in dem er Karriere machte. 1864 begegnete Jaluzot dort einer reichen und berühmten Kundin, der zwölf Jahre älteren Augustine Figeac (1821–1883) von der Comédie-Française. Am 17. Februar 1864 heiratete das Paar. Dank der Mitgift seiner Frau, die sich 1865 von der Bühne zurückzog, konnte sich Jaluzot in großem Stil selbständig machen. Er gründete 1865 mit dem Kaufmann Jean Alfred Duclos das Warenhaus Printemps. Duclos kam jedoch seinen vertraglichen Verpflichtungen nicht nach, was 1866 zur Kündigung des Vertrags durch Jaluzot führte. Er zahlte Duclos aus und wurde somit zum Alleininhaber. Im März 1881 brannte sein das Geschäft an der Rue du Havre fast vollständig aus. Jaluzot gab Anteilscheine für den Wiederaufbau aus, konnte das Geschäft wieder aufbauen und es 1881 in eine Aktiengesellschaft umwandeln.
Ab 1885 dehnte er seine Tätigkeit auch auf das Zuckergeschäft aus; er investierte in den Aufbau von Zuckerrüben-Raffinerien und spekulierte im Terminbörsenhandel. Beim "Zuckerkrach" 1905 machte er jedoch durch den Preisverfall große Verluste in Höhe von 10–15 Mio. Franc, was dem Ende seiner Karriere gleichkam. Seine Spekulationen fanden auch Eingang in das "Hundstags-Lied":
Weisst du, wieviel "saure Gurken"
Diese Hundstagssonne reift?
Weisst du, wieviel "süsse Schurken"
Jetzt der Zuckerkrach ergreift?
Jaluzot tat sie erwählen,
Dass en gros sie mit ihm stählen
Millionen von dem Pack
Durch den teuren Zuckersack ...
Jaluzot war ein  Pionier der elektrischen Beleuchtung und des Räumungsverkaufs. Als Politiker wurde er 1889, 1893, 1898 und 1902 zum Deputierten gewählt. Er vertrat eine konservative Linie, war Anhänger des Generals Boulanger und finanzierte auch einschlägige Presseorgane.